# بابی وومک
رابرت دوین "بابی" وومک (به انگلیسی: Robert Dwayne "Bobby" Womack) (‎/ˈwoʊmæk/‎
(زاده ۴ مارس ۱۹۴۴ - درگذشته ۲۷ ژوئن ۲۰۱۴)، آهنگساز و خواننده نامدار موسیقی سول که برای بسیاری از خوانندگان مشهور آهنگ ساخته بود،

## زندگی‌نامه
بابی وومک در ۴ مارس ۱۹۴۴ در شهر کلیولند ایالت اوهایو به دنیا آمد و کار خوانندگی را در دهه ۱۹۵۰ میلادی با برادرانش در یک گروه گاسپل (سبک کلیسایی) آغاز کرد. او که گیتاریست چیره‌دستی هم بود در طی پنجاه سال زندگی هنری‌اش در سبک‌های متفاوت موسیقی و با هنرمندان مختلف همکاری کرد. وومک برای رولینگ استونز در ابتدای کار این گروه آهنگ ساخته بود. گروه آنها با نام والنتینوز، در دهه ۱۹۶۰ میلادی و قبل از جدا شدن آنها از هم، دو آلبوم در سبک بلوز ارائه داد. بعد از آن وومک به آهنگسازی روی آورد و کارش را به تنهایی ادامه داد. او برای خوانندگان مشهوری مانند جنیس جاپلین و ویلسون پیکت آهنگ ساخت و به عنوان گیتاریست در کارهایی از آرتا فرانکلین، ری چارلز و داستی اسپرینگفیلد ظاهر شد. مجموعه‌ای از مشکلات و مصائب شخصی از جمله مرگ دو پسرش باعث شد به مصرف مواد مخدر رو بیاورد و معتاد گردد.
او در سال ۲۰۰۹ به "تالار مشاهیر راک اند رول" راه پیدا کرد. وومک در سال ۲۰۱۲، بعد از بیش از ده سال آلبومی با عنوان The Bravest Man in the Universe (شجاع‌ترین مرد دنیا) ارائه داد.
او در سال ۲۰۱۳ در مصاحبه‌ای با بی‌بی‌سی گفت که مواد مخدر نقش عمده‌ای در دوری او از دنیای موسیقی داشته است. به گفته کارشناسان موسیقی، بابی وومک تاثیر عمیق و ماندگاری بر چند نسل از خوانندگان سبک سول داشت. آهنگ It’s All Over Now از کارهای مشهور اوست که گروه رولینگ استونز در سال‌های ابتدایی کارش آن را اجرا کرد. Lookin’ for love هم از دیگر کارهای شناخته‌شده اوست.
وومک در روز جمعه ۲۷ ژوئن ۲۰۱۴ در سن ۷۰ سالگی درگذشت. علت مرگ وومک هنوز اعلام نشده اما او به سرطان و آلزایمر مبتلا بود.

## پسوند به بیرون
- bobbywomack.com